# Divisió de Quetta
La divisió de Quetta fou una entitat administrativa del Pakistan que va existir com a unitat de segon nivell (primer nivell la província, aleshores Pakistan Occidental i des de 1970 a 2000 Balutxistan, tercer nivell el districte) amb una superfície de 137.568 km² i una població (cens del 1981) d'1.625.000 habitants, formada pels següents districtes:
- Districte de Quetta
- Districte de Pishin
- Districte de Zhob
- Districte de Loralai
- Districte de Sibi
- Districte de Chagai

La capital era Quetta.
La major part del territori de la divisió era muntanyós, formant una valle totalment rodejada de muntanyes entre les quals la serra de Sulaiman a l'est, la serra de Toba Kakar al nord (que separava la divisió de l'Afganistan); i les serres de Khawaja Amran i Sarl Ath al sud, amb la famosa collada de Khojak i el túnel ferroviari de Shelabagh de 4 km excavats a la pedra. Tot i el predomini de les zones muntanyoses el districte de Chagai era en gran part un desert i al sud de Quetta i havia un territori de plana. Els rius principals de la divisió eren el Zhob i el Pishin Lora.
Les divisions del Pakistan foren abolides el 2000.